# Komoren-Langflügelfledermaus

Bekannte Fundorte der Komoren-Langflügelfledermaus

Die Komoren-Langflügelfledermaus (Miniopterus griveaudi) ist ein auf dem südöstlichen Afrika vorgelagerten Inseln verbreitetes Fledertier in der Gattung der Langflügelfledermäuse. Die Populationen wurden noch bis 2007 der Fandriana-Langflügelfledermaus (Miniopterus manavi) zugerechnet. Die IUCN zählt nur die Population auf Grande Comore zu dieser Art.

## Verbreitung
Im Handbook of the Mammals werden Populationen auf den Komoren sowie vom westlichen und nördlichen Madagaskar dieser Art zugeschrieben. Die Fledermaus lebt im Flach- und Hügelland bis 890 Meter Höhe. Sie hält sich in Galeriewäldern, in teilweise veränderten Wäldern und im Umfeld von Ackerland auf.

## Merkmale
Exemplare auf Madagaskar sind ohne Schwanz etwa 50 mm lang, die Schwanzlänge liegt bei 35 bis 43 mm, die Unterarme sind 35 bis 38 mm lang und das Gewicht variiert zwischen 4 und 7 g. Es sind 5 bis 7 mm lange Hinterfüße und 9 bis 11 mm lange Ohren vorhanden. Die meisten Exemplare zählen zu einer dunklen Morphe mit dunkelbraunes bis schwarzbrauner Oberseite. Auf Grande Comore und Anjouan gibt einzelne Exemplare, die zu einer rotbraunen Morphe zählen. Einige Haare der Unterseite haben gelbbraune Spitzen, was ein gesprenkeltes Aussehen erzeugt. Zusätzlich ist der Kopf meist heller. Die Flughäute können dunkel- bis mittelbraun sein, wobei die Schwanzflughaut meist heller ist. Deutlichstes Unterscheidungsmerkmal zur Fandriana-Langflügelfledermaus sind die fast unscheinbaren Haare auf der Schwanzflughaut. Der Tragus im Ohr ist dünner als bei Miniopterus manavi und 5 bis 7 mm lang.

## Lebensweise
Die Komoren-Langflügelfledermaus beginnt ihre Ausflüge während der Dämmerung, wenn noch Licht vorhanden ist. Die Tagesverstecke liegen auf Madagaskar in Kalksteinhöhlen und auf den Komoren gewöhnlich in Lavagängen, die geleert sind. Auf Madagaskar sind die Rufe zur Echoortung 2,7 bis 4,4 Millisekunden lang mit 40 bis 124 Millisekunden langen Abständen. Die Frequenz fällt von einem Startwert bei 82 bis 103 kHz auf einen Endwert von 53 bis 58 kHz. Die stärkste Intensität wird bei 56 bis 62 kHz erreicht. Soweit bekannt, werden Insekten mit weicher Schale im Flug gefangen. Die Kolonien in den Verstecken haben, laut Beobachtungen, mehrere tausend Mitglieder, jedoch war eine eindeutige Zuordnung aller Exemplare zur Komoren-Langflügelfledermaus nicht möglich.
Die Fortpflanzung scheint stark an regionale Verhältnisse gebunden zu sein. Auf Grande Comore waren Weibchen im November mit einem weit entwickelten Embryo trächtig. Männchen zeigten gleichzeitig keine Merkmale, die auf Paarung hindeuteten. Auf Anjouan waren beide Geschlechter im November unproduktiv.

## Gefährdung
Viele Aspekte des oben beschriebenen Verhaltens waren der IUCN 2018 noch nicht zugänglich. Die Organisation beschränkte ihre Beurteilung nur auf die Population von Grande Comore und listet die Art mit unzureichender Datenlage (data deficient).